# Calciocopiapita
La calciocopiapita o  tusiïta és un mineral de la classe dels sulfats, que pertany al grup de la copiapita. Anomenada així per la seva analogia amb la copiapita.

## Classificació
Segons la classificació de Nickel-Strunz, la calciocopiapita pertany a «07.DB: Sulfats (selenats, etc.) amb anions addicionals, amb H₂O, amb cations de mida mitjana només; octaedres aïllats i unitats finites» juntament amb els següents minerals: aubertita, magnesioaubertita, svyazhinita, khademita, jurbanita, rostita, ortominasragrita, anortominasragrita, minasragrita, amarantita, bobjonesita, hohmannita, aluminocopiapita, metahohmannita, copiapita, cuprocopiapita, ferricopiapita, magnesiocopiapita i zincocopiapita.

## Característiques
La calciocopiapita és un sulfat de fórmula química CaFe³⁺₄(SO₄)₆(OH)₂(H₂O)₁₄·₆H₂O. Cristal·litza en el sistema triclínic. La seva duresa a l'escala de Mohs és 2,5 a 3. Es troba en forma de crostes pulverulentes.

## Formació i jaciments
Es forma en les zones d'oxidació de dipòsits de pirita-magnetita. A la seva localitat tipus ha estat descrita associada a malaquita, limonita i calcantita. S'ha descrit als Estats Units i a l'Azerbaidjan.